# تأثير لوبيرتس
يشير تأثير لوبيرتس إلى الاستجابة غير المنتظمة لـنظام التصوير في الأشعة السينية التي تُمتص على أعماق مختلفة من مدخلات مادة الفسفور. ويُشير أيضًا إلى استجابة نُظم التصوير المعتمدة على عمق مادة الفوسفور المستخدمة. كما يرتبط تأثير لوبيرتس بتأثير سوانك.
يشرح جي. لوبيرتس بالتفصيل في أطروحته لرسالة الماجستير تأثير لوبيرتس، ويمكن الاطلاع عليها في المقالة التالية: G Lubberts, J. Opt. Soc. Am. Vol 58, pp 1475-, 1968.